# Zonosaurus madagascariensis
Zonosaurus madagascariensis là một loài thằn lằn trong họ Gerrhosauridae. Loài này được Gray mô tả khoa học đầu tiên năm 1831.

## Hình ảnh

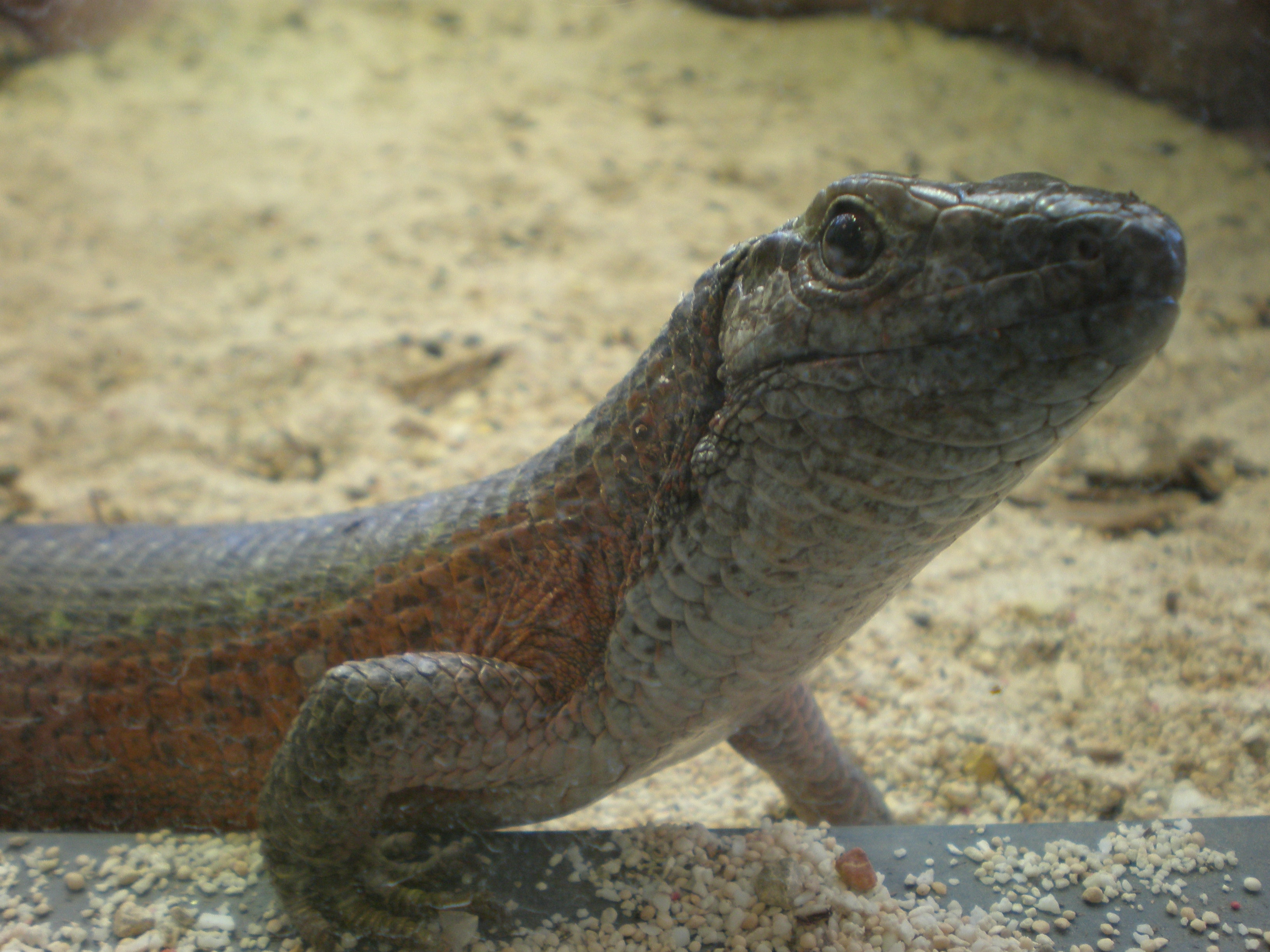
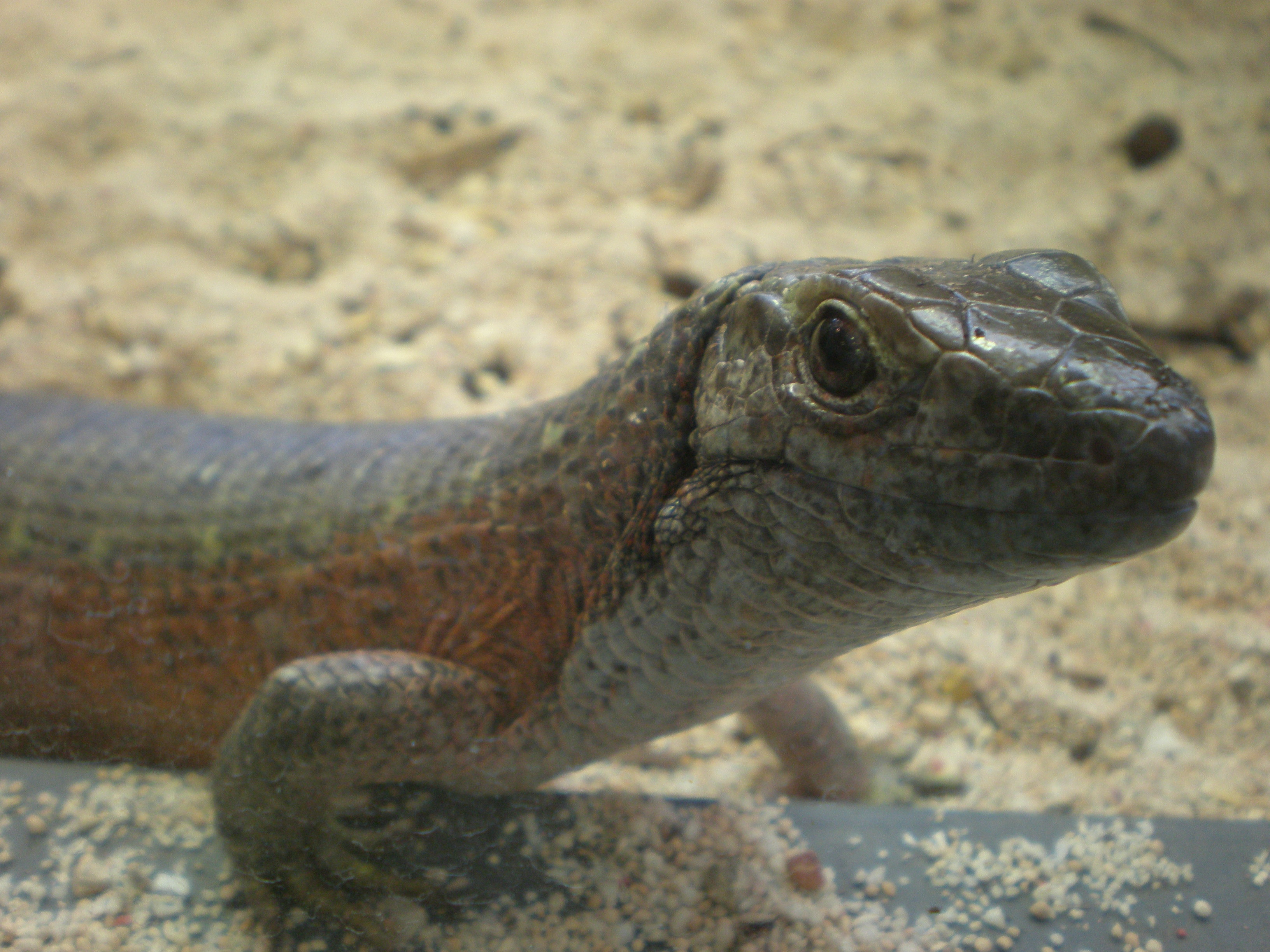
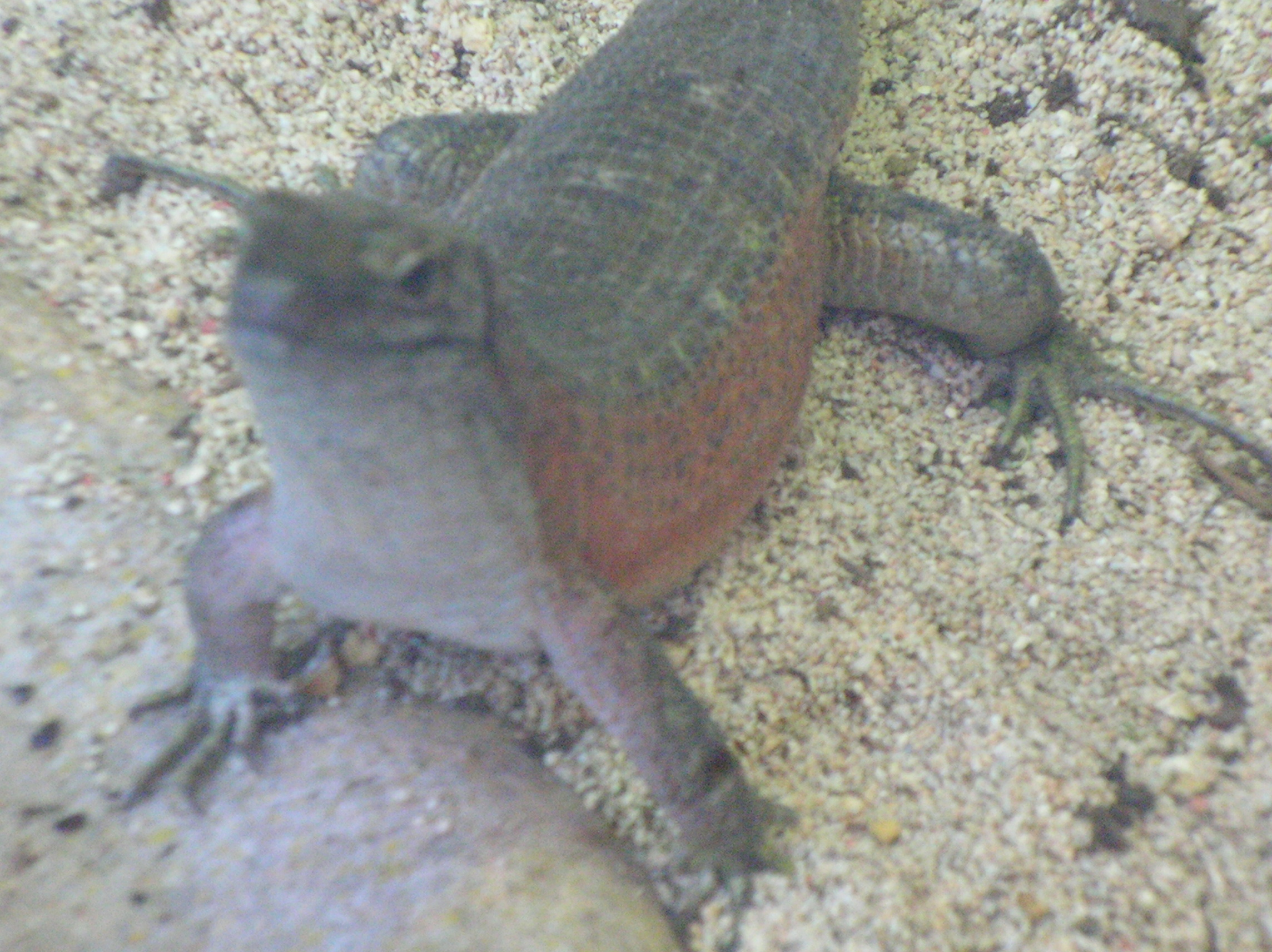
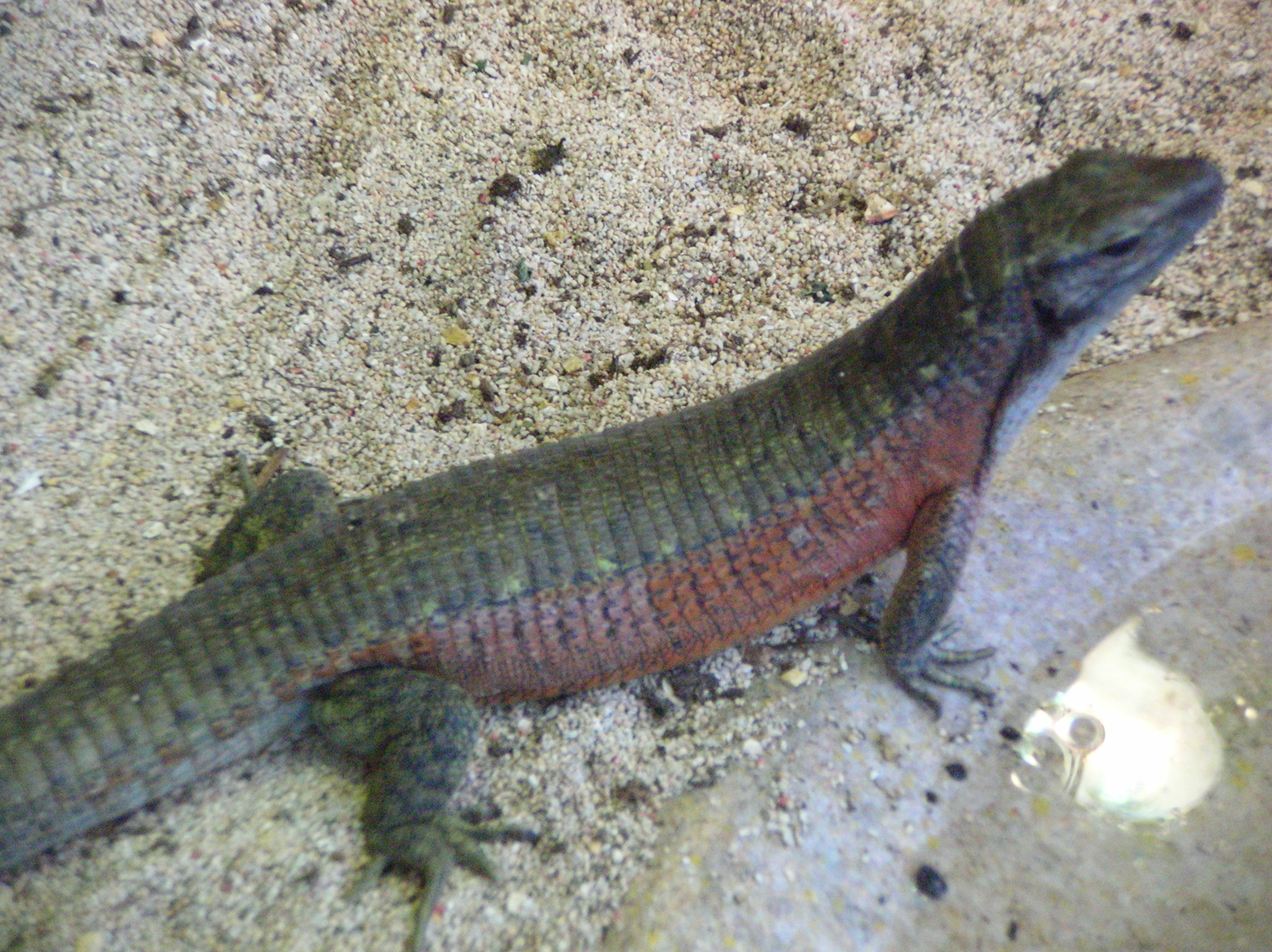